# Musca larvipara
Musca larvipara är en tvåvingeart som beskrevs av Josef Aloizievitsch Portschinsky 1910. Musca larvipara ingår i släktet Musca och familjen husflugor. Inga underarter finns listade i Catalogue of Life.